# Người Brasil gốc Phi
Người Brasil gốc Phi (tiếng Bồ Đào Nha: afro-brasileiros; phát âm tiếng Bồ Đào Nha: [ˈafɾu bɾɐziˈle(j)ɾuz]) là một trong những người có tổ tiên châu Phi, là nhóm dân tộc chính của Brasil hiện đại. Tổng dân số 12,9 triệu người hay 6,9% dân số quốc gia này. Thuật ngữ này không được sử dụng rộng rãi ở Brasil, nơi các cấu trúc xã hội và phân loại đã được dựa trên ngoại hình; những người có các đặc điểm và màu da đáng chú ý ở châu Phi thường được gọi (và họ xác định) là negro hoặc preto ("da đen"). Nhiều thành viên của một nhóm người khác, người Brasil đa chủng tộc hoặc pardos, cũng có một mức độ của tổ tiên châu Phi. Họ sinh sống ở khắp mọi nơi, nhưng tập trung lớn nhất là ở đông bắc của đất nước, đặc biệt là ở bang Bahia. Trong nửa sau của thế kỷ 20, khá nhiều người Brasil gốc Phi đã phá sản và chuyển đến các thành phố lớn ở phía nam đất nước. Người Brasil gốc Phi nổi tiếng nhất thế giới là cầu thủ bóng đá Pele.
Preto và pardo là một trong năm thể loại màu được sử dụng bởi Tổng điều tra Brazil, cùng với branco ("da trắng"), amarelo ("da vàng", Đông Á) và indígena (bản địa). Trong năm 2010, 7,6% dân số Brasil, khoảng 15 triệu người, được xác định là preto, trong khi 43% (86 triệu) được xác định là pardo. Người gốc Phi có xu hướng chủ yếu là người châu Phi trong tổ tiên, trong khi những người tha thứ có xu hướng có tỷ lệ thấp hơn so với tổ tiên của người châu Phi. Trung bình ân xá chủ yếu là châu Âu, với tổ tiên người châu Phi hoặc người Mỹ bản địa.
Từ đầu thế kỷ 21, các cơ quan chính phủ Brasil như SEPPIR và IPEA, đã cân nhắc việc kết hợp các danh mục preto và pardo (cá nhân có tổ tiên chủng tộc đa dạng), như một thể loại duy nhất được gọi là negro (da đen, viết hoa chữ đầu tiên), bởi vì cả hai nhóm cho thấy các dấu hiệu phân biệt kinh tế xã hội. Họ đề nghị làm như vậy sẽ giúp dễ dàng hơn để giúp đỡ những người đã bị khép lại mọi cơ hội. Quyết định này đã gây ra nhiều tranh cãi vì không có sự đồng thuận về nó trong xã hội Brasil.